# Fräsrädchen
Das Fräsrädchen, auch Kratzrädchen genannt, ist ein Werkzeug für Putzfräsen oder Bodenfräsen, welches zum Abtragen von Putzen im Wandbereich, aber auch zum Entfernen von Farbbeschichtungen oder Kleberresten eingesetzt wird. Das Fräsrädchen besteht je nach Einsatzgebiet entweder aus einem Stahlrohling, welcher an den Zahnspitzen aufgelötete Hartmetallspitzen besitzt, oder wird komplett aus Hartmetall gesintert. Insbesondere für Putzfräsen haben sich in den letzten Jahren vollständig aus Hartmetall hergestellte Fräsrädchen durchgesetzt.

## Aufbau eines mit Fräsrädchen bestückten Werkzeuges
Ein Werkzeugkopf für Fräsrädchen verfügt zumeist über drei bis zwölf mit Fräsrädchen bestückte Laufachsen. Die Stärke der Laufachsen ist so bemessen, dass die Fräsrädchen mit einigen Millimeter Spiel locker auf diesen sitzen. Durch den Werkzeugkopf beschreiben die Fräsrädchen im Betrieb eine Kreisbahn.

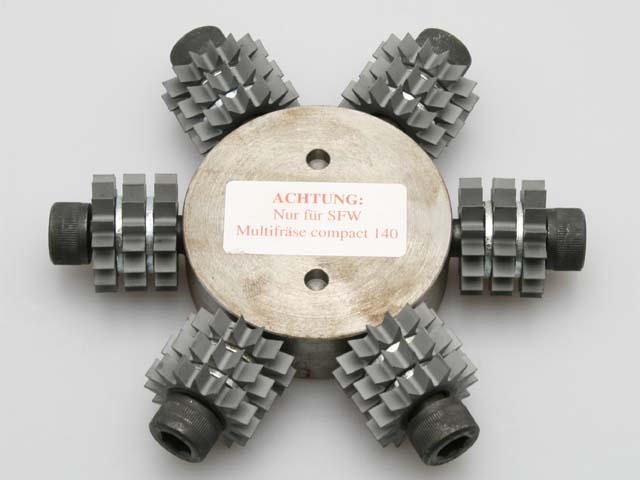
Werkzeugkopf mit Fräsrädchen für Putzfräse

## Arten
In einer einfachen Einteilung unterscheidet man drei Arten von Fräsrädchen:

### Spitze Zahnform
Die am häufigsten verwendete Form; entfalten eine senkrecht auf den Untergrund wirkende Kraft. Geeignet zum Entfernen von Putz und Fliesenklebern oder auch dünnen Farbbeschichtungen. Durch die am Untergrund entstehenden Stäube setzten sich die klassischen Fräsrädchen immer wieder auf der Laufachse fest. Dieses Problem wurde von den Herstellern erkannt und führte zur Entwicklung von Fräsrädchen mit sogenannten Staubablassöffnungen. Diese werden durch ein- oder beidseitig aufgesetzte Abstandselemente realisiert.

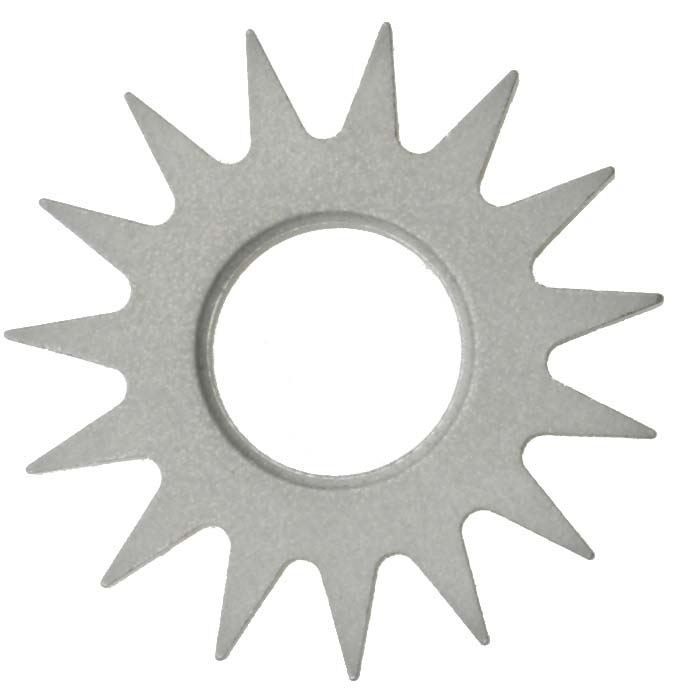
Klassisches Fräsrädchen aus Hartmetall
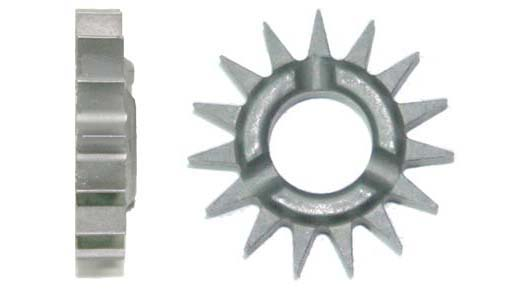
Modernes Fräsrädchen aus Hartmetall mit Staubablassöffnungen

### Schräge Zahnform
Entfalten eine schräg auf den Untergrund wirkende Kraft. Geeignet zum Entfernen von nicht tragfähigen Spachtelmassen sowie von sehr grobem spröden Putz.

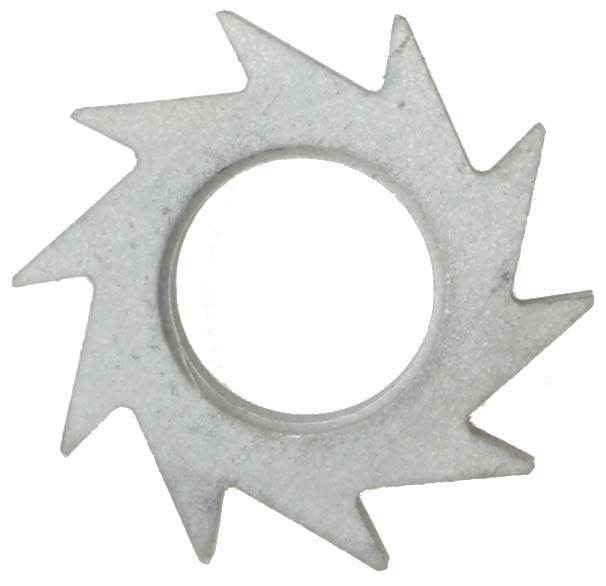
Klassisches Fräsrädchen aus Hartmetall

### Zinnenartige Zahnform
Vorgänger der schrägen Zahnform. Heute kaum noch zu finden.